# Rosewood Lane
Rosewood Lane es una película de terror psicológico estadounidense de 2011 dirigida y escrita por Victor Salva y protagonizada por Rose McGowan en el papel de una psicóloga y locutora de radio que se muda a su hogar natal, donde empieza a ser acosada por un extraño joven.

## Argumento
La Dra. Sonny Blake (Rose McGowan) es una psicóloga y locutora con su propio programa radiofónico que vuelve al que fue su hogar tras el fallecimiento de su padre alcohólico. Recién instalada conoce a un joven repartidor de periódicos (Daniel Ross Owens), quien resulta ser un sociópata que en su día estuvo obsesionado con su padre y que ahora tiene en su punto de mira a Blake, la cual recibe llamadas a su programa en las que el muchacho comienza a entonar nanas escalofriantes con las que empieza a sentirse amenazada.

## Reparto
- Rose McGowan es la Dra. Sonny Blake.
- Daniel Ross Owens es Derek Barber/Repartidor de periódicos.
- Lauren Vélez es Paula Crenshaw.
- Sonny Marinelli es Barrett Tanner.
- Lesley-Anne Down es la Dra. Cloey Talbot.
- Ray Wise es el Det. Briggs
- Tom Tarantini es el Det. Sabatino
- Steve Tom es Glenn Forrester.
- Lin Shaye es la Sra. Hawthorne
- Bill Fagerbakke es Hank Hawthorne.
- Rance Howard es Fred Crumb.
- Judson Mills es Darren Summers.

## Recepción
Sean Decker de Dread Central realizó una crítica negativa dando una nota de un punto de cinco estrellas. En su reseña hace hincapié de los fallos argumentales y el poco desarrollo de los personajes, los cuales toman las decisiones menos lógicas que puedan haber. Tan solo destacó la revelación del tercer acto, el cual según sus palabras: "le da algo de sentido".